# Cmentarz Górczyński w Poznaniu

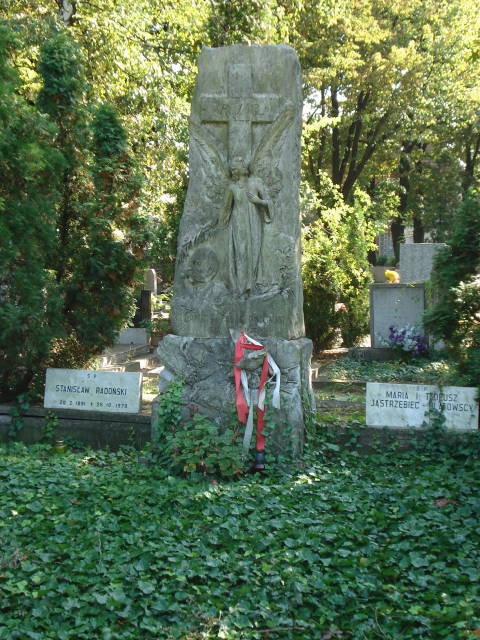
Nagrobek Damazego Pobóg-Trzcińskiego, ok. 1907

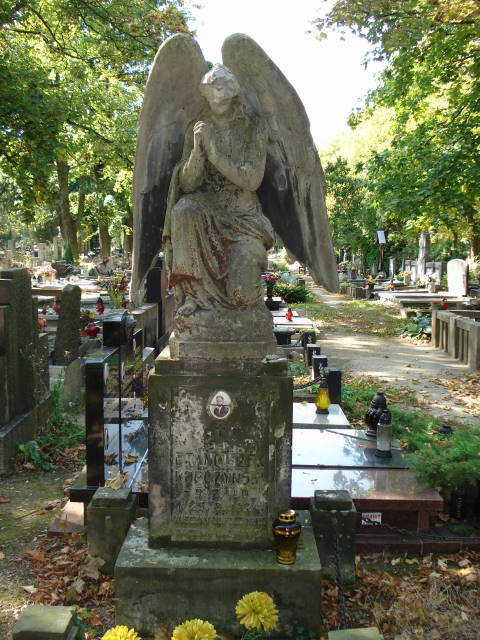
Nagrobek Franciszka Kopczyńskiego, 1924

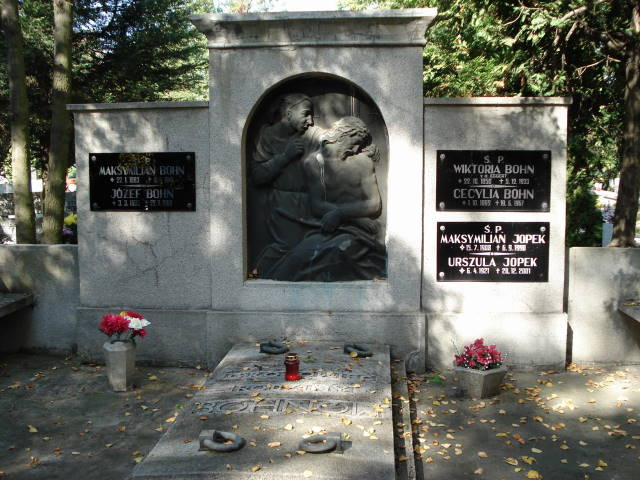
Nagrobek Bohnów, ok. 1933

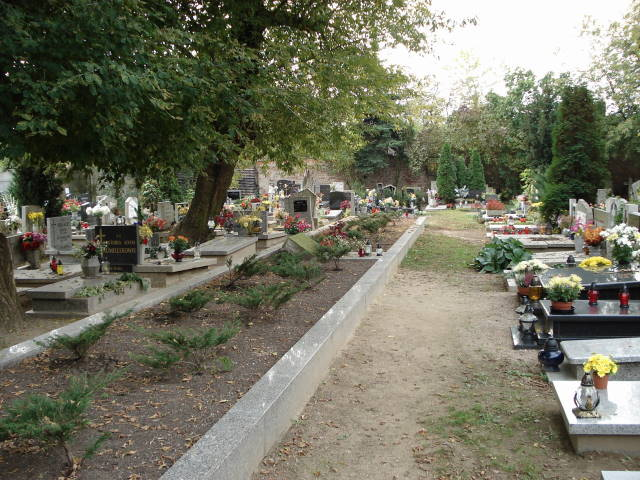
Zbiorowa mogiła ofiar II wojny światowej

Cmentarz Górczyński w Poznaniu – cmentarz przy ul. Piotra Ściegiennego w dzielnicy Górczyn w Poznaniu.

## Historia
Nekropolia założona została w 1910 r. na gruntach należących do parafii św. Marcina, a od 1913 r. znajduje się pod administracją powstałej wówczas parafii Matki Boskiej Bolesnej, zaspokajając przede wszystkim potrzeby mieszkańców dzielnic Łazarz i Górczyn. Zajmuje powierzchnię 5,1 ha (według innych danych 8 ha). Projektantem cmentarza był Bolesław Ziółkowski, modernistyczną kaplicę o reminiscencjach neogotyckich zaprojektował Kazimierz Ruciński w 1914 r., a ażurową żeliwną bramę wejściową wykonał zakład S. Żuromskiego. Cmentarz porośnięty jest starodrzewiem o zróżnicowanym składzie (m.in. jodła szlachetna, brzoza brodawkowata, żywotnikowiec japoński.
Założenie na rzucie zbliżonym do prostokąta cechuje daleko posunięta symetria z regularnym układem kwater i ze środkową podłużną aleją, przeciętą 4 alejami poprzecznymi. W jej ciągu ustawiono kaplicę, poprzedzoną placem przewidzianym na groby duchowieństwa, a dalej w połowie długości zlokalizowano okrągły placyk z krzyżem i dalszymi grobami księży. Liczba pochówków w całym okresie istnienia nekropolii przekracza 50 tysięcy, co spowodowało konieczność znacznego zagęszczenia mogił w stosunku do stanu pierwotnego.
W miejscu spoczynku powstańców wielkopolskich, m.in. Franciszka Ratajczaka, wzniesiono w 1924 r. pomnik dłuta Stanisława Jagmina, zburzony przez hitlerowców w 1939 r. Monument obecny pochodzi z roku 1968 (proj. Ryszard Skupin). Obok znajduje się skromny pomnik ku czci ofiar II wojny światowej. Na cmentarzu złożono bezimienne prochy więźniów pomordowanych przez hitlerowców, których ciała poddano kremacji w miejskiej spalarni śmieci (m.in. ofiar Fortu VII, więźniów niedalekiego obozu przejściowego i jeńców radzieckich). W zbiorowej mogile pochowane są ofiary walk o Poznań w 1945.

## Pochowani
- Antoni Andrzejewski (zm. 1918) – powstaniec wielkopolski
- Stefan Brzeziński (1902-1963) – działacz polityczny, wojewoda poznański, poseł na Sejm Ustawodawczy oraz na Sejm PRL II kadencji
- Zofia Bystrzycka (1922-2011) – pisarka, korespondentka wojenna
- Dezyderiusz Danczowski (1891-1950) – wiolonczelista, profesor PWSM
- Bronisław Dembiński (1858-1939) – historyk, rektor Uniwersytetu Lwowskiego
- Witalis Dorożała (1906-1985) – dyrygent chóralny, nauczyciel muzyki i animator życia muzycznego
- rodzina Cichowiczów – Ludwik (1857-1940) – adwokat, kolekcjoner, organizator władz polskich w Poznaniu po I wojnie światowej – grób symboliczny; Helena (1860-1929) – muzyk i etnograf – grób symboliczny; Wiesława (1886-1975) – etnograf, kolekcjonerka
- Paweł Domański (1959-2016) – matematyk, profesor UAM[1]
- Henryk Duczmal (zm. 1977) – dyrektor Opery Poznańskiej
- Sylwester Dybczyński (1878–1946) – pedagog, senator V kadencji
- Andrzej Ellmann (1951-2017) – kompozytor, aranżer, producent i piosenkarz
- Marian Frankowski (1928-2024) – dyrygent, aranżer, kompozytor i działacz muzyczny
- Izabela i Witold Gądzikiewiczowie – (profesorowie Akademii Medycznej)
- Leonard Glabisz (1871-1951) – ekonomista, organizator Wyższej Szkoły Handlowej w Poznaniu
- Konstanty Gorski (1859-1924) – kompozytor, skrzypek-wirtuoz, pedagog, dyrygent, działacz społeczny, autor pieśni, dwóch oper i wielu utworów instrumentalnych
- Edward Grabski (1883-1951) – organizator i pierwszy dowódca 17 Pułku Ułanów Wielkopolskich
- Stefan Hain (1903-1979) – duchowny, historyk, dyrektor Archiwum i Muzeum Archidiecezjalnego
- Tadeusz Haluch (1929-2008) – redaktor naczelny  - kierownik Sekretariatu ds. Ośrodków Terenowych  Telewizji Polskiej
- Eugeniusz Iwanoyko (1924-1988) – profesor historii sztuki na UAM, specjalista malarstwa gdańskiego tzw. złotego wieku
- Maciej Jabłoński (1962-2017) – doktor habilitowany nauk humanistycznych, nauczyciel akademicki Instytutu Muzykologii WH UAM
- Józef Jany (1907-1975) – infułat, prepozyt Kapituły Kolegiackiej, proboszcz parafii farnej, promotor kultu Matki Boskiej Nieustającej Pomocy
- Kazimierz Jasnoch (1886-1966) – artysta malarz
- Zbigniew Kaja (1924-1983) – artysta grafik
- Wojciech Kasprzycki (1922-1989) – architekt, konserwator zabytków, wykładowca PWSSP
- Alicja Kępińska (1932-2011) – profesor nauk humanistycznych, historyk sztuki
- Franciszek Klause (1900-1958) – bankowiec, działacz polityczny, wiceprezydent Poznania
- Roch Knapowski (1892-1971) – filolog klasyczny, ekonomista, prawnik i historyk, wykładowca Uniwersytetu Poznańskiego
- Sława Kwaśniewska (1928-2014) – aktorka filmowa i teatralna
- Krzysztof Lausch (1954-2014) – pedagog specjalny, współtwórca programu  nauczania religii w szkołach specjalnych
- Andrzej Lewicki (1910-1972) – psycholog, asystent UJK i pedagog lwowskich gimnazjów, profesor UAM i UMK w Toruniu
- Witalis Ludwiczak (1910-88) – hokeista, wioślarz, olimpijczyk, profesor nauk prawnych UAM
- Franciszek Łukasiewicz (1890-1950) – pianista, redaktor muzyczny Polskiego Radia
- Kazimierz Maliński (1872-1928) – pierwszy proboszcz parafii pw. Matki Boskiej Bolesnej w Poznaniu
- Jarosław Maszewski (1951–2003) – profesor ASP w Poznaniu, architekt wnętrz, scenograf, inicjator powstania Nierozpoznanych
- Eugeniusz Miętkiewski – fizjolog (fizjologia zwierząt i człowieka), internista, profesor i prorektor Pomorskiej Akademii Medycznej
- Mieczysław Neumann – pierwszy mistrz Polski w boksie
- Józef Nowacki (1893-1964) – ksiądz, archiwista i historyk
- Kazimierz Nowak (1897-1937) – podróżnik, jako pierwszy człowiek samotnie przemierzył Afrykę
- Maria Paradowska (1932-2011) – profesor nauk humanistycznych, historyk, etnolog, etnograf
- Józef Pawlak (1894-1983) – organista, pedagog, profesor Akademii  Muzycznej w Poznaniu
- Antoni Peretiatkowicz (1888-1956) – prawnik, rektor Uniwersytetu Poznańskiego
- Eugeniusz Piasecki (1872-1947) – lekarz, teoretyk wychowania fizycznego, działacz harcerski
- Witold Pic  vel. Witold Piechowicz, Jan Roman Bielkiewicz (1918-1944) – cichociemny, oficer  Polskich Sił Zbrojnych na Zachodzie
- Stefan Piechocki (1883-1968) – prawnik, działacz polityczny, minister sprawiedliwości II RP
- Jerzy Piotrowicz (1943-1999) – artysta malarz i grafik
- Czesław Piotrowski (1891-1963) – założyciel męskiego gimnazjum i liceum im. A. Mickiewicza (obecnie w budynku po VIII LO w Poznaniu są Archidiecezjalne Szkoły Katolickie)
- Florian Piskorski (1902-1979) – działacz polonijny, delegat Rady Polonii Amerykańskiej w Europie
- Lech Raczak (1946-2020) – reżyser teatralny, teatrolog, dramatopisarz, nauczyciel akademicki
- Zbigniew Radwański (1924-2012) – rektor UAM, profesor prawa cywilnego, przewodniczący Komisji Kodyfikacyjnej Prawa Cywilnego
- Kazimierz Raszewski (1864-1941) – generał broni WP, dowódca 2 Armii w 1920 i Okręgu Korpusu Nr VII
- Henryk Rozmiarek (1949-2021) – piłkarz ręczny, bramkarz, trzykrotny olimpijczyk, brązowy medalista olimpijski (Montreal 1976)
- Władysław Rozwadowski (1933-2024) – profesor nauk prawnych UAM, specjalista prawa rzymskiego
- Wanda Rożynek-Łukanowska (1919-2008) – profesor zwyczajny Akademii Wychowania Fizycznego w Poznaniu
- Teresa Ruszczyńska (1918-1985) – wojewódzki konserwator zabytków i kustosz Muzeum Historii Miasta Poznania
- Jan Rutkowski (1886-1949) – historyk gospodarki, profesor historii  Uniwersytetu Poznańskiego
- Karol Rzepecki (1865-1931) – księgarz, działacz Narodowej Demokracji, poseł na Sejm Rzeczypospolitej Polskiej I kadencji
- Sam Sandi (1885-1937) – zapaśnik, powstaniec wielkopolski
- Adam Skałkowski (1877-1951) – historyk, profesor Uniwersytetu Poznańskiego
- Jerzy Sobociński (1932-2008) – artysta rzeźbiarz
- Bożena Stelmachowska (1889-1956) – etnograf, pracownik Instytutu Bałtyckiego w Toruniu, kierownik Muzeum Miejskiego w Poznaniu, profesor UMK w Toruniu
- Zdzisław Stolzmann (1906-1997) – profesor medycyny Uniwersytetu Poznańskiego biochemik, współtwórca Poznańskiej Szkoły Chemii Fizjologicznej
- Stanisław Strugarek (1911-1965) – pisarz, redaktor i aktor radiowy
- Stanisław Szczotka (1912-1954) – historyk i socjolog wsi, doktor filozofii, profesor historii i socjologii wsi na Wydziale Rolniczo-Leśnym UAM
- Wiesław Szczerbiński (1900-1972) – profesor leśnictwa i łowiectwa na Wyższej Szkole Rolnictwa w Poznaniu
- Wojciech Szymańczyk (1943-1996) – łucznik sportowy, olimpijczyk i paraolimpijczyk
- Maria Trąmpczyńska (1875-1967) – śpiewaczka (jako Maria d'Otto), profesor  PWSM w Poznaniu
- Teodor Tyc (1896-1927) – historyk, docent Uniwersytetu Poznańskiego
- Stefan Vrtel-Wierczyński (1886-1963) – dyrektor Biblioteki Narodowej, profesor Uniwersytetu im. Adama Mickiewicza w Poznaniu
- Stanisław Waszak (1906-1974) – statystyk i demograf, profesor Uniwersytetu Poznańskiego i  Wyższej Szkoły Ekonomicznej w Poznaniu
- Antoni Wierusz (1883-1945) – lekarz, działacz społeczno-polityczny
- Anna Wojciechowska (1927-1996) – chemik, konserwator zabytków archeologicznych
- Zygmunt Wojciechowski (1888-1968) – dyrygent, pedagog, dyrektor Opery w Poznaniu
- Jan Jerzy Wroniecki (1890-1948) – grafik i malarz, założyciel Poznańskiej Szkoły Sztuk Zdobniczych)
- Tadeusz Wróbel (1894-1947) – lekarz, działacz Stronnictwa Narodowego, poseł na Sejm RP III kadencji
- Bohdan Zaleski (1887-1927) – astronom, pierwszy kierownik Obserwatorium Astronomicznego w Poznaniu
- Jan Żniniewicz (1872-1952) – balneolog, założyciel zakładu wodolecznicznego, pionier nowoczesnej akwaterapii w Polsce
- Janina Żniniewicz (1882–1940) – założycielka Wyższej Szkoły Pielęgniarskiej w Poznaniu
- Jan Żok (1903-1969) – artysta rzeźbiarz
- Ryszard Walkowiak – (1952-2020) – agronom, dr hab. Prof. UPP

## Nagrobki
Z najstarszych nagrobków formą wyróżnia się pomnik powstańca styczniowego Damazego Pobóg-Trzcińskiego (zm. 1907) (zapewne przeniesiony wraz z prochami zmarłego ze Szwajcarii w 1929) i Grobowiec Rodziny Suwalskich – właścicieli nieruchomości w Poznaniu i cegielni w Żabikowie – (ok. 1916, proj. Stefan Suwalski), zachował się szereg pomników z okresu międzywojennego.